# 齊藤宣一
齊藤 宣一（さいとう のりかず、1971年 - ）は、日本の数学者。東京大学大学院数理科学研究科教授。

## 略歴
- 1995年　明治大学理工学部数学科卒業。
- 1999年　明治大学（理学博士、指導教授：藤田宏教授）。
- 1998年　明治大学理工学部　研究者養成型助手。
- 1999年　国際高等研究所　特別研究員。
- 1999年　京都大学数理解析研究所　長期研究員。
- 2001年　富山大学講師　教育学部(数学教育専攻)。
- 2004年　富山大学教育学部(数学教育専攻)助教授。
- 2005年　富山大学人間発達科学部(人間環境システム学科)助教授。
- 2007年　富山大学人間発達科学部(人間環境システム学科)准教授。
- 2007年　東京大学大学院数理科学研究科准教授　。
- 2017年　東京大学大学院数理科学研究科教授。

## 受賞
- 2001年第17回井上研究奨励賞